# ヒョウタンゴケ
ヒョウタンゴケ（Funaria hygrometrica）は、ヒョウタンゴケ目ヒョウタンゴケ科のコケ植物。

## 特徴

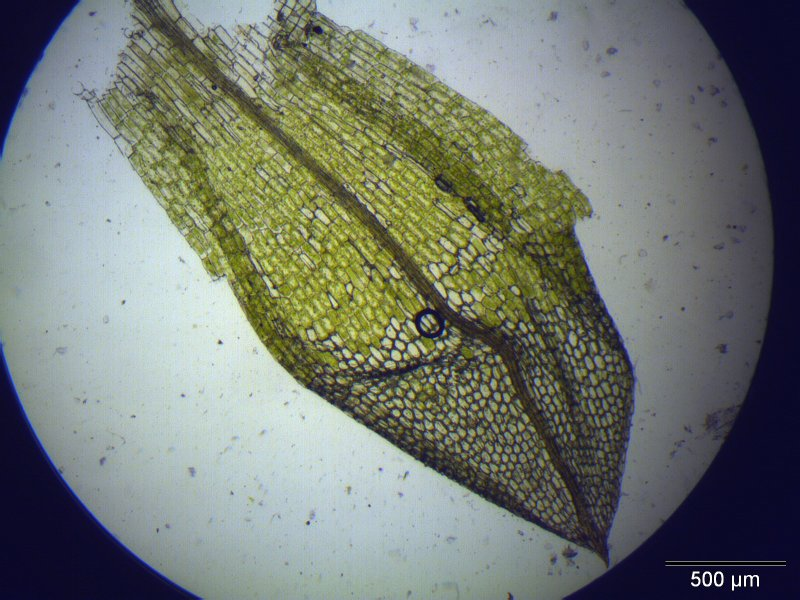
葉

半日陰の湿った土壌に生え、植木鉢などに群生を作ることもある。アンモニアを含む土壌によく生える。茎の高さは3-10mm。葉は卵形で長さ2-4mm。胞子体は初夏に形成され、2-10cmの柄の先に洋梨型の朔がつく。

## 類似種
葉はヒメヒョウタンゴケ属やツリガネゴケ属の各種と類似するが、朔が形成されていれば、他種と間違われることはないと言われる。

## 利用
ヒョウタンゴケは金や鉛などの重金属を細胞内に取り込む性質があることが発見されており、資源回収に利用出来る可能性があるとして注目されている。日本の理化学研究所では、重イオンを照射するなどして変異株を作り、貴金属やレアメタルを植物体内に吸収する株を作出しており、排水浄化処理などに応用する研究を進めている。